# Vithas Sanidad
Vithas Sanidad es una empresa española de asistencia sanitaria privada.

## Historia
El Grupo Familiar Gallardo, un grupo empresarial familiar que fundó los laboratorios farmacéuticos Almirall en 1943, crea en 2007 Goodgrower, con un 80% del capital social perteneciente al grupo familiar y el 20% restante a Criteria CaixaCorp. Posteriormente el grupo familiar adquirió la participación de Criteria, pasando a ostentar el 100% de las acciones. En 2011 Goodgrower se hace con los hospitales de Adeslas SegurCaixa, que decide centrarse en el aseguramiento y desprenderse de sus hospitales. El 21 de noviembre de 2012, Goodgrower presenta oficialmente Vithas Sanidad, S.L.U., una filial que se hace cargo de 1.000 camas en 10 hospitales ubicados en Madrid, Vigo, Alicante, Almería, Granada, Málaga, Lérida, Vigo, Vitoria, Las Palmas y Tenerife. En cuanto a sus cifras de facturación, el grupo alcanzaba los 196 millones de euros.
En 2017, Vithas Sanidad cierra la compra del grupo valenciano Hospitales Nisa. Nisa, acrónimo de Nuevas Inversiones en Servicios, S.A, era una empresa fundada en 1967 por un grupo de médicos valencianos, movidos por la escasez de instalaciones sanitarias privadas que había en la ciudad, con el nombre inicial de Clínica Virgen del Consuelo S.A.. En 1998 cambiaron la denominación de Clínica Virgen del Consuelo S.A. a la de Nuevas Inversiones en Servicios, S.A.

## Centros
Los 41 centros se encuentran distribuidos a lo largo de todo el territorio nacional y destacan los hospitales de Alicante, Almería, Benalmádena, Castellón, Granada, Las Palmas de Gran Canaria, Lérida, Madrid, Málaga, Sevilla, Tenerife, Vigo, Valencia y Vitoria. Los 22 centros médicos Vithas se encuentran en Alicante, Almuñécar, Elche, El Ejido, Fuengirola, Granada, La Estrada, Las Palmas de Gran Canaria, Lérida, Madrid, Málaga, Marín, Nerja, Pontevedra, Rincón de la Victoria, Sangenjo, Sevilla, Torre del Mar, Torremolinos, Villagarcía, y Vitoria. Vithas cuenta con más de 300 puntos de extracción en toda España en la red de laboratorios Vithas Red Diagnóstico. 
- Alicante
  - Vithas Alicante
  - Vithas Medimar
  - Vithas NeuroRHB

- Castellón de la Plana
  - Vithas Castellón

- Madrid
  - Vithas Madrid Aravaca
  - Vithas Madrid Arturo Soria
  - Vithas Madrid La Milagrosa

- Sevilla
  - Vithas Sevilla
  - Vithas Centro Médico

- Valencia
  - Vithas Valencia 9 de octubre
  - Vithas Valencia Consuelo
  - Vithas Aguas Vivas

- Granada
  - Vithas Granada

- Málaga
  - Vithas Málaga
  - Vithas Xanit Internacional (Benalmádena)

- Almería
  - Vithas Almería

- Pontevedra
  - Vithas Vigo
  - Vithas Centro Médico Pontevedra
  - VithasLab

- Canarias
  - Vithas Las Palmas
  - Vithas Tenerife